# Iulus relictus
Iulus relictus är en mångfotingart som beskrevs av Karl Wilhelm Verhoeff. Iulus relictus ingår i släktet Iulus och familjen kejsardubbelfotingar. Inga underarter finns listade i Catalogue of Life.